# Drag Race Brasil (prima edizione)
La prima edizione di Drag Race Brasil è andata in onda in Brasile dal 30 agosto al 14 novembre 2023 sul canale televisivo MTV e sulla piattaforma streaming Paramount+.
Il 2 agosto 2023 sono state annunciate le dodici concorrenti, provenienti da diverse parti del Brasile, in competizione per ottenere il titolo di Brasil Next Drag Superstar.
Organzza, vincitrice dell'edizione, ha guadagnato come premio 150000 R$, una fornitura di cosmetici della Anastasia Beverly Hills, una corona e uno scettro di Amped Accessories.

## Concorrenti
Le dodici concorrenti che prendono parte al reality show sono:
| Concorrente      | Vero nome                | Età | Città                               | Posizionamento |
| ---------------- | ------------------------ | --- | ----------------------------------- | -------------- |
| Organzza         | Vinicius Andrade         | 30  | Rio de Janeiro – Rio de Janeiro     | Vincitrice     |
| Betina Polaroid  | Beto Pêgo                | 46  | Rio de Janeiro – Rio de Janeiro     | Finaliste      |
| Hellena Malditta | Marcos Paulo Vasconcelos | 23  | Salvador – Bahia                    | Finaliste      |
| Miranda Lebrão   | Cristiano                | 33  | Rio de Janeiro – Rio de Janeiro     | Finaliste      |
| Shannon Skarllet |                          | 26  | Piraúba – Minas Gerais              | 5º posto       |
| Naza             | Gustavo Cerqueira        | 22  | Monte Santo de Minas – Minas Gerais | 6º posto       |
| Dallas de Vil    | Lucas                    | 26  | Campinas – San Paolo                | 7º posto       |
| Rubi Ocean       | Paulo Bastos             | 29  | Taguatinga – Distretto Federale     | 8º posto       |
| Aquarela         | Arthur Leite Santos      | 26  | Belo Horizonte – Minas Gerais       | 9º posto       |
| Melusine Sparkle | Leo de Souza             | 26  | São José do Rio Preto – San Paolo   | 10º posto      |
| Tristan Soledade |                          | 34  | Belém – Pará                        | 11º posto      |
| Diva More        | Eduardo Jônata           | 42  | Jaquirana – Rio Grande do Sul       | 12º posto      |

## Tabella eliminazioni
| 1  | Organzza | Organzza | Hellena  | Shannon  | Hellena  | Miranda  | Betina   | Betina   | Organzza | Organzza         |
| 2  | Dallas   | Hellena  | Naza     | Miranda  | Dallas   | Betina   | Organzza | Miranda  | Hellena  | Betina Polaroid  |
| 3  | Hellena  | Miranda  | Rubi     | Organzza | Miranda  | Organzza | Shannon  | Hellena  | Betina   | Hellena Malditta |
| 4  | Rubi     | Shannon  | Organzza | Betina   | Organzza | Naza     | Miranda  | Organzza | Miranda  | Miranda Lebrão   |
| 5  | Shannon  | Aquarela | Miranda  | Hellena  | Betina   | Hellena  | Hellena  | Shannon  | Shannon  |                  |
| 6  | Tristan  | Naza     | Betina   | Naza     | Shannon  | Shannon  | Naza     |          |          |                  |
| 7  | Melusine | Melusine | Shannon  | Rubi     | Naza     | Dallas   |          |          |          |                  |
| 8  | Naza     | Rubi     | Dallas   | Dallas   | Rubi     |          |          |          |          |                  |
| 9  | Aquarela | Betina   | Aquarela | Aquarela |          |          |          |          |          |                  |
| 10 | Miranda  | Dallas   | Melusine |          |          |          |          |          |          |                  |
| 11 | Betina   | Tristan  |          |          |          |          |          |          |          |                  |
| 12 | Diva     |          |          |          |          |          |          |          |          |                  |

Legenda:
     La concorrente ha vinto la gara
     La concorrente è arrivata in finale ma non ha vinto la gara
     La concorrente è arrivata in finale, ma è stata eliminata
     La concorrente ha vinto la puntata
     La concorrente figura tra le prime ma non ha vinto la puntata
     La concorrente è salva e accede alla puntata successiva (l'ordine di chiamata è casuale)
     La concorrente figura tra le ultime ma non ed è a rischio eliminazione
     La concorrente figura tra le ultime due ed è a rischio eliminazione
     La concorrente è stata eliminata

## Giudici
- Grag Queen
- Bruna Braga
- Dudu Bertholini

### Giudici ospiti
- Gretchen
- Flavio Verne
- Hugo Gloss
- Raphael Dumaresq
- Esse Menino
- Kéfera Buchmann
- Maria Casadevall
- Bruna Linzmeyer
- Júnior Chicó
- Mauro Souza

## Special guest
- Walter Gomez
- Norvina
- Koichi Sonoda
- Bruno Alcântara

## Riassunto episodi

### Episodio 1 –What's Up, Lindas?
Il primo episodio della prima edizione brasiliana si apre con l'ingresso di sei delle dodici concorrenti nell'atelier. La prima ad entrare è Naza, l'ultima è Miranda Lebrão. Grag Queen fa il suo ingresso annunciando l'inizio di una nuova edizione e dando il benvenuto alle concorrenti.
- La sfida principale: le concorrenti, divise in due gruppi, devono scrivere, produrre e coreografare un numero da girl group, nonché registrare il relativo video musicale. Una volta scritto il pezzo, le concorrenti raggiungono Grag Queen, che offre aiuto nella registrazione dei brani. Successivamente il gruppo raggiunge il palco principale per organizzare la coreografia.

| Concorrenti      | Nome girl group | Brano della performance              |
| ---------------- | --------------- | ------------------------------------ |
| Aquarela         | Good Girls      | "Festa com Mozão" (Good Girls Remix) |
| Betina Polaroid  | Good Girls      | "Festa com Mozão" (Good Girls Remix) |
| Diva More        | Good Girls      | "Festa com Mozão" (Good Girls Remix) |
| Melusine Sparkle | Good Girls      | "Festa com Mozão" (Good Girls Remix) |
| Miranda Lebrão   | Good Girls      | "Festa com Mozão" (Good Girls Remix) |
| Naza             | Good Girls      | "Festa com Mozão" (Good Girls Remix) |

Giudice ospite della puntata è Gretchen. Il tema della sfilata è Minhas Raízes, dove le concorrenti devono sfoggiare un abito che rappresenti le proprie origini e le proprie radici. Dopo la sfilata e le critiche dei giudici, Grag Queen dichiara che i giudici non sono riusciti a raggiungere un verdetto unanime.
La scena riprende dal giorno successivo dove si continua con l'ingresso delle ultime sei delle dodici concorrenti nell'atelier.

### Episodio 2 –Rinha de Picumãs
Il secondo episodio si apre con la scena conclusiva dell'episodio precedente, con l'ingresso delle ultime sei delle dodici concorrenti nell'atelier. La prima ad entrare è Shannon Skarlett, l'ultima è Organzza. Grag Queen fa il suo ingresso annunciando l'inizio di una nuova edizione e dando il benvenuto alle concorrenti.
- La sfida principale: le concorrenti, divise in due gruppi, devono scrivere, produrre e coreografare un numero da girl group, nonché registrare il relativo video musicale. Una volta scritto il pezzo, le concorrenti raggiungono Grag Queen, che offre aiuto nella registrazione dei brani. Successivamente il gruppo raggiunge il palco principale per organizzare la coreografia.

| Concorrenti      | Nome girl group | Brano della performance        |
| ---------------- | --------------- | ------------------------------ |
| Dallas de Vil    | Hot Girls       | "Madrugatas" (Hot Girls Remix) |
| Hellena Malditta | Hot Girls       | "Madrugatas" (Hot Girls Remix) |
| Organzza         | Hot Girls       | "Madrugatas" (Hot Girls Remix) |
| Rubi Ocean       | Hot Girls       | "Madrugatas" (Hot Girls Remix) |
| Shannon Skarllet | Hot Girls       | "Madrugatas" (Hot Girls Remix) |
| Tristan Soledade | Hot Girls       | "Madrugatas" (Hot Girls Remix) |

Giudice ospite della puntata è Flavio Verne. Il tema della sfilata è Minhas Raízes, dove le concorrenti devono sfoggiare un abito che rappresenti le proprie origini e le proprie radici. Dopo la sfilata e le critiche dei giudici, Grag Queen annuncia che i due gruppi saranno giudicati in base alle sfide svolte nelle due puntate. Il gruppo composto da Hellena, Organzza, Tristan, Dallas, Shannon e Rubi viene dichiarato salvo, con Organzza che viene proclamata la migliore della puntata, mentre le altre concorrenti sono a rischio eliminazione. Betina Polaroid e Diva More sono le peggiori della puntata.
- L'eliminazione: Betina Polaroid e Diva More vengono chiamate ad esibirsi con la canzone Bandida di Pabllo Vittar e Pocah. Betina Polaroid si salva, mentre Diva More viene eliminata dalla competizione.

### Episodio 3 –Tupiniqueens
Il terzo episodio si apre con le concorrenti che rientrano nell'atelier dopo l'eliminazione di Diva, con alcune concorrenti che discutono di alcuni comportamenti di alcune ragazze durante l'esibizione al playback. Il giorno successivo nell'atelier le concorrenti si complimentano con Organzza per la prima vittoria dell'edizione.
- La mini sfida: le concorrenti, vestite da reginette di bellezza, devono partecipare ad un concorso di bellezza con l'obiettivo di essere incoronate la prima Miss Drag Race Brasil. La vincitrice della mini sfida è Dallas de Vil.
- La sfida principale: le concorrenti devono recitare nella telenovela As Chuteiras de Trovão. Avendo vinto la mini sfida, Katkat ha la possibilità di scegliere il suo ruolo da interpretare. Durante l'assegnazione dei ruoli, si vengono a creare delle tensioni fra alcune delle concorrenti che vogliono interpretare lo stesso personaggio. Poco dopo le concorrenti raggiungono Grag Queen e Bruna Braga, che aiuteranno a dirigere la telenovela.

| Concorrenti      | Personaggio impersonato | Supermodella del tributo |
| ---------------- | ----------------------- | ------------------------ |
| Aquarela         | Caramelo                | Adriana Lima             |
| Betina Polaroid  | Gangan                  | Gisele Bündchen          |
| Dallas de Vil    | Natasha Molinete        | Barbara Fialho           |
| Hellena Malditta | Blonde Babalu           | Adriana Lima             |
| Melusine Sparkle | Alicinha                | Gisele Bündchen          |
| Miranda Lebrão   | Doutora Jezebel         | Adriana Lima             |
| Naza             | Beicinha                | Adriana Lima             |
| Organzza         | Sugar Baby Brown        | Gisele Bündchen          |
| Rubi Ocean       | Emanuele Viscaia        | Alessandra Ambrosio      |
| Shannon Skarllet | Jonelson Trovão         | Lais Ribeiro             |
| Tristan Soledade | Lituânia Trovão         | Caroline Ribeiro         |

Giudice ospite della puntata è Hugo Gloss. Il tema della sfilata è Top Models Tupiniqueens, dove le concorrenti devono sfoggiare un abito ispirato ad una supermodella brasiliana. Grag Queen dichiara Shannon, Aquarela, Naza, Melusine e Rubi salve, e lascia le altre concorrenti sul palco per le critiche. Dallas de Vil e Tristan Soledade sono le peggioiri, mentre Organzza è la migliore della puntata.
- L'eliminazione: Dallas de Vil e Tristan Soledade vengono chiamate ad esibirsi con la canzone Cachorrinhas di Luísa Sonza. Dallas de Vil si salva, mentre Tristan Soledade viene eliminata dalla competizione.

### Episodio 4 –Sereias do Atlântico
Il quarto episodio si apre con le concorrenti che rientrano nell'atelier dopo l'eliminazione di Tristan, con alcune tristi per la sua uscita ma consapevoli che la sua esibizione al playback non è stata tra le migliori. Successivamente le concorrenti si complimentano con Organzza per aver vinto due puntate di fila.
- La mini sfida: le concorrenti devono "leggersi" a vicenda, ovvero dire qualcosa di cattivo ma facendolo in modo scherzoso. La vincitrice della mini sfida è Betina Polaroid.
- La sfida principale: le concorrenti devono realizzare un outfit d'alta moda utilizzando esclusivamente oggetti e materiali che si possono trovare in una giornata in spiaggia. Grag Queen ritorna nell'atelier per vedere come procedono i preparativi della sfida, offrendo alle concorrenti consigli su come eccellere nella sfida di moda. Durante la creazione degli outfit ci furono alcuni problemi, ad esempio Cristian, Gala e Regina hanno avuto difficoltà a realizzare i loro look a causa della loro inesperienza con il cucito, mentre i materiali scelti da Vallarta non sono sufficienti per realizzare l'outfit nella maniera originariamente pianificata.

Giudice ospite della puntata è Raphael Dumaresq. Il tema della sfilata è Sereias do Atlântico, dove le concorrenti devono presentare l'outfit appena creato. Grag Queen dichiara Organzza, Miranda, Betina e Shannon salve, e lascia le altre concorrenti sul palco per le critiche. Aquarela e Melusine Sparkle sono le peggiori, mentre Hellena Malditta e Naza sono le migliori della puntata.
- L'eliminazione: Aquarela e Melusine Sparkle vengono chiamate ad esibirsi con la canzone Cheguei di Ludmilla. Aquarela si salva, mentre Melusine Sparkle viene eliminata dalla competizione.

### Episodio 5 –Glamazônia
Il quinto episodio si apre con le concorrenti che rientrano nell'atelier dopo l'eliminazione di Melusine, con alcune stupite della sua eliminazione prematura e concordano sul fatto da quel momento nessuna sia più al sicuro.
- La mini sfida: le concorrenti devono decorare una torta nuziale in stile drag in cinque minuti. Le vincitrici della mini sfida sono Betina Polaroid e Hellena Malditta.
- La sfida principale: le concorrenti devono ideare, realizzare e produrre uno spot commerciale per la campagna sociale "Você não está só". Dopo aver scritto il copione, le concorrenti raggiungono Grag Queen, che aiuteranno a produrre gli spot nel ruolo di regista.

| Concorrenti      | Tema dello spot   |
| ---------------- | ----------------- |
| Aquarela         | Rispetto          |
| Betina Polaroid  | Compassione       |
| Dallas de Vil    | Empatia           |
| Hellena Malditta | Diversità         |
| Miranda Lebrão   | Emancipazione     |
| Naza             | Accettazione      |
| Organzza         | Amore             |
| Rubi Ocean       | Rappresentatività |
| Shannon Skarllet | Inclusione        |

Giudice ospite della puntata è Esse Menino. Il tema della sfilata è Glamazônia, dove le concorrenti devono sfoggiare un abito ispirato alla foresta amazzonica. Grag Queen dichiara Betina, Hellena e Naza salve, e lascia le altre concorrenti sul palco per le critiche. Aquarela e Dallas de Vil sono le peggiori, mentre Shannon Skarlett è la migliore della puntata. 
- L'eliminazione: Aquarela e Dallas de Vil vengono chiamate ad esibirsi con la canzone Vermelho di Gloria Groove. Dallas de Vil si salva, mentre Aquarela viene eliminata dalla competizione.

### Episodio 6 –Snatch Game
Il sesto episodio si apre con le concorrenti che rientrano nell'atelier dopo l'eliminazione di Aquarela, con Dallas disposta a tutto per dimostrare ai giudici le sue qualità. Il giorno successivo nell'atelier, le concorrenti discutono sulle possibili sfide future.
- La mini sfida: le concorrenti prendono parte ad un servizio fotografico a tema Grávida de Taubaté, un meme virale brasiliano dove devono posare come una donna incinta di quattro gemelli. La vincitrice della mini sfida è Miranda Lebrão.
- La sfida principale: le concorrenti prendono parte alla sfida più attesa in ogni edizione dello show, lo Snatch Game. Bruna Braga e Dudu Bertholini sono i concorrenti del gioco. Le concorrenti dovranno scegliere una celebrità e impersonarla per l'intero gioco, con lo scopo di essere il più divertenti possibili. Grag Queen ritorna nell'atelier per vedere quali personaggi sono stati scelti, inoltre, aiuta le concorrenti con vari consigli per dare il meglio nel gioco. Le celebrità scelte dalle concorrenti sono state:

| Concorrente      | Personaggio interpretato |
| ---------------- | ------------------------ |
| Betina Polaroid  | Regina Rouca             |
| Dallas de Vil    | Dilma Rousseff           |
| Hellena Malditta | Narcisa Tamborindeguy    |
| Miranda Lebrão   | Paola Carosella          |
| Naza             | Márcia Sensitiva         |
| Organzza         | Maria Bethânia           |
| Rubi Ocean       | Marília Gabriela         |
| Shannon Skarllet | Inês Brasil              |

Giudice ospite della puntata è Kéfera Bechmann. Il tema della sfilata è Filhas de Carmen, dove le concorrenti devono sfoggiare un abito che rispecchi un look iconico di Carmen Miranda. Grag Queen dichiara Organzza e Betina salve, e lascia le altre concorrenti sul palco per le critiche. Naza e Rubi Ocean sono le peggiori, mentre Hellena Malditta è la migliore della puntata.
- L'eliminazione: Naza e Rubi Ocean vengono chiamate ad esibirsi con la canzone Shine It On di Wanessa Camargo. Naza si salva, mentre Rubi Ocean viene eliminata dalla competizione.

### Episodio 7 –O Brasil Ama Puppets!
Il settimo episodio si apre con le concorrenti che rientrano nell'atelier dopo l'eliminazione di Rubi, con Hellena estremamente triste per l'uscita di una sua carissima amica. Il giorno successivo nell'atelier, le concorrenti iniziano a sentire la pressione a metà percorso.
- La mini sfida: le concorrenti devono pescare a sorte un pupazzo che rappresenti una delle altri concorrenti, metterlo in drag e fare un siparietto comico imitando l'altra concorrente. La vincitrice della mini sfida è Miranda Lebrão.
- La sfida principale: le concorrenti devono presentare due look differenti a tema monocromatico; di cui uno dovrà essere cucito e assemblato a mano. Le categorie sono:
  - White: un look completamente bianco;
  - Black: un look realizzato in giornata con materiali, stoffe e parrucche completamente neri, che deve essere complementare con il look precedente.

Quando Grag Queen ritorna nell'atelier, insieme a lui c'è anche Dudu Bertholini, per vedere come le concorrenti procedono con la creazione degli abiti, offrendo inoltre consigli su come eccellere in una sfida di design.
Giudice ospite della puntata è Maria Casadevall. Grag Queen dichiara Naza salva, e lascia le altre concorrenti sul palco per le critiche. Shannon Skarlett e Dallas de Vil sono le peggiori, mentre Miranda Lebrão è la migliore della puntata.
- L'eliminazione: Shannon Skarlett e Dallas de Vil vengono chiamate ad esibirsi con la canzone Decadence Avec Elegance di Deborah Blando. Shannon Skarllet si salva, mentre Dallas de Vil viene eliminata dalla competizione.

### Episodio 8 –Ball Extravaganza
L'ottavo episodio si apre con le concorrenti che rientrano nell'atelier dopo l'eliminazione di Dallas, con le concorrenti al settimo cielo per essere a metà percorso. Intanto Betina è molto amareggiata poiché è l'unica concorrente rimasta in gara a non avere ottenuto ancora una vittoria.
- La mini sfida: le concorrenti prendono parte ad un servizio fotografico a tema cascate dell'Iguazú, dove devono posare mentre vengono bagnate dall'acqua delle cascate. La vincitrice della mini sfida è Shannon Skarlett.
- La sfida principale: le concorrenti partecipano al Ball de Festas Brasileiras, dove presenteranno tre look differenti. Le categorie sono:
  - Maracatu: un look ispirato all'omonimo stile di danza originario del Pernambuco;
  - Festival de Parintins : un look perfetto per una serata all'omonimo festival estivo di Parintins;
  - Bate-bola: un look ispirato ai costumi di pagliacci del Carnevale delle favela di Rio de Janeiro.

Giudice ospite della puntata è Bruna Linzmeyer. Dopo la sfilata e le critiche dei giudici, Grag Queen dichiara Hellena Malditta e Naza le peggiori, mentre Betina Polaroid è la migliore della puntata.
- L'eliminazione: Hellena Malditta e Naza vengono chiamate ad esibirsi con la canzone Dois Trabalhos delle Donas. Hellena Malditta si salva, mentre Naza viene eliminata dalla competizione.

### Episodio 9 –Drag Shade Brasil
Il nono episodio si apre con le concorrenti che rientrano nell'atelier dopo l'eliminazione di Naza, con Betina al settimo cielo per aver conquistato la sua prima vittoria. Il giorno successivo le concorrenti discutono sul percorso di Naza durante la competizione.
- La mini sfida: le concorrenti devono truccarsi in 10 minuti, all'interno di una cabina, senza poter utilizzare nessun tipo di specchio cercando di ricreare un trucco ispirato ad un animale tipico della fauna brasiliana. La vincitrice della mini sfida è Shannon Skarlett.
- La sfida principale: le concorrenti prendono parte alla prima edizione del Drag Shade Brasil, dove dovranno "leggere", in maniera scherzosa e ironica, i giudici dell'edizione e le concorrenti avversarie. Avendo vinto la mini sfida, Shannon decide l'ordine di esibizione che è: Betina, Organzza, Shannon, Hellena e Miranda; Una volta scritte le battute le concorrenti raggiungono il palcoscenico principale, dove Grag Queen e Bruna Braga offrono consigli su come eccellere in una sfida comica.

Giudice ospite della puntata è Júnior Chicó. Il tema della sfilata è Glitter Glam, dove le concorrenti devono sfoggiare un abito tempestato di diamanti. Durante i giudizi viene chiesto alle concorrenti, chi secondo loro merita di essere eliminata. Dopo la sfilata e le critiche dei giudici, Grag Queen dichiara Shannon Skarllet e Organzza le peggiori, mentre Betina Polaroid è la migliore della puntata.
- L'eliminazione: Shannon Skarllet e Organzza vengono chiamate ad esibirsi con la canzone Festa di Ivete Sangalo. Dopo un'esibizione fantastica da parte di entrambe, Grag Queen annuncia che sia Shannon sia Organzza sono salve e che nessuna verrà eliminata.

### Episodio 10 –Carnaval Makeover
Il decimo episodio si apre con le concorrenti che rientrano nell'atelier dopo la mancata eliminazione, che si complimentano con Shannon ed Organza per la loro fantastica esibizione. Intanto Betina è sodisfatta di aver vinto la sua seconda sfida consecutiva, dopo che era stata definita come la sfavorita.
- La sfida principale: le concorrenti devono fare un make-over, cioè truccare e preparare un fan del programma proveniente per farli diventare simili in drag. Le coppie vengono formate a sorte. Durante la preparazione della sfida, le concorrenti e i fan si confrontano tra loro su diverse questioni, come ad esempio come i fan hanno avuto momenti complicati nelle loro vite a causa del loro orientamento sessuale e su come le concorrenti devono costantemente dare il massimo per essere accettate nella società.

| Concorrente      | Fan (Nome Reale)    | Età | Origini    | Fan (Nome in Drag) |
| ---------------- | ------------------- | --- | ---------- | ------------------ |
| Betina Polaroid  | Felipe Caetano      | 38  | San Paolo  | Caetana Claquete   |
| Hellena Malditta | André Luiz da Silva | 33  | Ouro Preto | Afrika Veneno      |
| Miranda Lebrão   | Augusto Pavani      | 31  | Cabreúva   | Guxta Lebrão       |
| Organzza         | Nuno Alves          | 33  | San Paolo  | TNT                |
| Shannon Skarllet | Harmon Pereira      | 27  | Macapá     | Sketch Skarllet    |

Giudice ospite della puntata è Mauro Souza. Il tema della sfilata è Carnaval Makeover, dove le concorrenti e i superfan devono sfoggiare due abiti per il Carnevale di Rio de Janeiro che rappresenti la loro famiglia drag. Dopo la sfilata e le critiche dei giudici, Grag Queen dichiara Shannon Skarllet e Miranda Lebrão le peggiori, mentre Organzza è la migliore della puntata ed accede alla finale, Betina Polaroid e Hellena Malditta si salvano ed accedono alla finale.
- L'eliminazione: Shannon Skarllet e Miranda Lebrão vengono chiamate ad esibirsi con la canzone Gueto di Iza. Miranda Lebrão si salva e accede alla finale, mentre Shannon Skarllet viene eliminata dalla competizione.

### Episodio 11 –Quiprocó Drag
In questo episodio tutte le concorrenti, si riuniscono insieme con Grag Queen, per parlare della loro esperienza nello show: discutendo di quali sono stati i loro momenti migliori, delle sfide più difficili e delle scelte di stile effettuate delle concorrenti durante lo show.
Inoltre viene eletta la Miss Simpatia dello show che, come accade nella versione statunitense, è stata scelta dalle concorrenti. A vincere il titolo è stata Aquarela.

### Episodio 12 –Grand Finale
Il dodicesimo ed ultimo episodio di quest'edizione si apre con le concorrenti che, dopo l'annuncio delle quattro finaliste, discutono nell'atelier su chi riuscirà a vincere l'edizione e su chi sarà proclamata la prima Drag Superstar brasiliana.
Per l'ultima prova, prima di incoronare la vincitrice di quest'edizione, le concorrenti devono cantare, ballare ed esibirsi dal vivo sulla canzone di Grag Queen, Party Everyday e poi devono prendere parte ad un'intervista con Grag Queen.
Per la realizzazione della coreografia, le concorrenti raggiungono lo studio, dove Bruno Alcântara, membro della Pit Crew della versione statunitense, insegna i vari passi della coreografia. Nel frattempo a una ad una le concorrenti prendono parte all'intervista con Grag Queen che pongono domande sulla loro esperienza in questa edizione di Drag Race Brasil.
I giudici della puntata sono: Grag Queen, Bruna Bragha e Dudu Bertholini. Il tema della sfilata è Meu Melhor Look Drag, dove tutte le concorrenti dell'edizione devono sfilare con il loro vestito migliore. Dopo le critiche, le finaliste tornano nell'atelier dove ad aspettarle ci sono tutte le concorrenti dell'edizione, dove discutono dell'esperienza vissuta nello show.
Al ritorno sulla passerella, Grag Queen comunica che tutte le finaliste hanno rubato la scena e che si affronteranno insieme per la sfida finale. Betina Polaroid, Hellena Malditta, Miranda Lebrão e Organzza si esibiscono in playback sulla canzone Envolver di Anitta. Dopo l'esibizione, Grag Queen dichiara Organzza vincitrice della prima edizione di Drag Race Brasil.